# Харикское сельское поселение
Харикское сельское поселение  или Харикское муниципальное образование — муниципальное образование со статусом сельского поселения в Куйтунском районе Иркутской области России. Административный центр — Харик.

## Население
| 2010 | 2011 | 2012 | 2013 | 2014 | 2015 | 2016 |
| ---- | ---- | ---- | ---- | ---- | ---- | ---- |
| 859  | ↘855 | ↘820 | ↘800 | ↘774 | ↘749 | ↘727 |
| 2017 |      |      |      |      |      |      |
| ↘720 |      |      |      |      |      |      |

Гендерный состав
По результатам Всероссийской переписи населения 2010 года численность населения муниципального образования составила 859 человек, в том числе 425 мужчин и 434 женщины.

## Населённые пункты
В состав муниципального образования входят населённые пункты:
- Аршан (село) — 88[6]
- Ханхатуй (село) — 10[6]
- Харик (село, административный центр) — 722[6]